# Urocoras matesianus
Urocoras matesianus är en spindelart som först beskrevs av de Blauwe 1973.  Urocoras matesianus ingår i släktet Urocoras och familjen mörkerspindlar.
Artens utbredningsområde är Italien. Inga underarter finns listade i Catalogue of Life.